# Mordellistena atriceps
Mordellistena atriceps is een keversoort uit de familie spartelkevers (Mordellidae). De wetenschappelijke naam van de soort is voor het eerst geldig gepubliceerd in 1882 door Smith.